# Strada statale 245 Castellana
La ex strada statale 245 Castellana (SS 245), ora strada regionale 245 Castellana (SR 245), è una strada regionale italiana che collega Venezia a Rosà passando per Castelfranco Veneto (donde la denominazione).

## Percorso
L'arteria, importante anche dal punto di vista storico, comincia dal Terraglio (strada statale 13 Pontebbana) e attraversa Zelarino, Trivignano, Martellago, Scorzè, Trebaseleghe, Piombino Dese e Resana dove si innesta la strada statale 307 del Santo. Giunta a Castelfranco Veneto, prosegue verso Bassano del Grappa passando per Villarazzo, Castello di Godego, Castione, Rossano Veneto e giunge a Rosà, dove si raccorda con la strada statale 47 della Valsugana.
A Castelfranco è stata realizzata una variante per deviare il traffico dal centro storico di quasi 5 km denominata strada regionale 54 di Castelfranco Veneto (SR 54).

## Storia
La Castellana, in epoca romana, medievale e moderna, costituiva, insieme alla Via Miranese (detta strada "Padovana") e al Terraglio, una delle tre principali strade di accesso a Venezia, le quali collegavano la cittadina dell'entroterra veneziano rispettivamente a Castelfranco, Padova e Treviso.
Agli inizi del Quattrocento la strada postale Castellana (come cominciava ad essere denominata) divenne molto frequentata dai traffici, specialmente commerciali, soprattutto in seguito alla sottomissione di Bassano da parte della Repubblica di Venezia (1404), con la caduta degli ultimi ostacoli alla libera circolazione.
La strada viene poi citata nella prima lettera ducale emanata dal doge Nicolò Da Ponte del 17 marzo 1582, con la quale si ordinava il totale rifacimento del fondo stradale, reso impraticabile dalle straordinarie esondazioni del Dese avvenute l'anno precedente.
Ancora nei primi anni dell'Ottocento, la Castellana rappresentava la via più breve per raggiungere da Venezia la pedemontana vicentina e da lì il Trentino. Tuttavia la scarsa manutenzione non permettevano di percorrerla in meno di due giorni. Nel 1808 Agostino Fapanni, a nome del comune di Maerne (oggi Martellago), presentò una richiesta al principe Eugenio di Beauharnais, viceré d'Italia, per una solida ricostruzione della strada. Anche per le esigenze del traffico militare dell'epoca, con il regio decreto del 9 agosto 1808 venne dichiarata strada nazionale. Ma le difficoltà del nuovo regime impedì l'attuazione di tanti utili progetti, e in effetti nel 1810 nuovamente Agostino Fapanni scriveva al prefetto di Venezia: "È lungo tempo che la strada detta Castellana [...] trovasi talmente abbandonata e rovinosa, che nei soli mesi d'estate rendesi praticabile senza pericoli ai carri e vetture". Ma per l'avvicendarsi delle varie amministrazioni straniere, passeranno altri ventitré anni e "finalmente dopo molte istanze, e dopo non pochi contrasti", il governo Austriaco accordò che i Comuni su cui transitava la via la ricostruissero tutta a loro spese. L'opera si concluse nell'estate del 1831, con la rettificazione di alcuni tratti e il rialzamento del fondo a livello dei terreni circostanti.
La Castellana è citata anche nella guida turistica Itinerario d'Italia di Giuseppe Vallardi: "Si è recentemente costrutta una nuova strada che guida da Venezia a Bassano per Mestre e Castelfranco, donde le derivò il nome di Castellana. Su questa strada [...] non avvi per ora cambio di posta; ciò nulla ostante crediamo di far grata cosa ai viaggiatori loro indicandola, prima perché ora è molto frequentata, e poi perché più corta di dieci miglia di quella che passa per Treviso. [...] Per questa strada si trasportano ora le merci che il Porto Franco di Venezia spedisce nel Tirolo meridionale, dirigendole sopra Trento".
Negli incartamenti del catasto austriaco del 1841, viene segnalata come strada postale Castellana. Nel marzo 1865 viene emanata la legge n. 2248 che chiama in causa i vari consigli provinciali a pronunciarsi sulla classificazione delle strade. Il Consiglio provinciale di Vicenza propone che la Castellana ridiventi strada nazionale, in quanto "La Strada Castellana sarebbe pure indicatissima dalla legge, come quella che congiunge direttamente la strada Nazionale di Canal di Brenta col più vicino porto commerciale di Venezia". Dai documenti provinciali si ricavano preziose informazioni, anche sulla lunghezza della strada in territorio vicentino: "Nel quadro 15 maggio 1867 dell'Ufficio Centrale (delle Pubbliche Costruzioni per le Provincie Venete e Mantovana) si trovano elencate fra le nazionali: [...] d) la strada Castellana che da Rosà presso Bassano va direttamente verso Mestre e Venezia. In provincia di Vicenza kil. 4,95". Anche il Consiglio provinciale di Padova nel novembre 1867 delibera "che si debbano essere ritenute Strade Nazionali: [...] 4. la strada Castellana dal confine di Vicenza oltre Scorzè al confine con Treviso presso Resana", annotando anche la lunghezza del tracciato nel suo territorio di 9.990 metri, sia il costo annuale per la manutenzione di 5690,82 lire austriache.
La Guida itineraria d'Italia (edizione 1897) a cura del Touring Club Italiano descrive così la Castellana: "Buona e ottimamente mantenuta: molto carreggiata e frequentemente percorsa da ciclisti: tutta piana, ma con alcune svolte da farsi con prudenza; inghiaiata parzialmente fra l'autunno e l'inverno: discretamente ombreggiata."

## Tabella del percorso dettagliata
| Castellana | |       |                     |           |
| Tipo       | Indicazione | ↓km↓  | Comune              | Provincia |
|            | Pontebbana Mogliano Veneto - Treviso - Conegliano - Sacile - Pordenone - Udine - Tarvisio                                              | 0,0   | Venezia             | VE        |
|            | Tangenziale di Mestre | 0,4   | Venezia             | VE        |
|            | Centro Commerciale "Porte di Mestre"                                                                                                   | 0,8   | Venezia             | VE        |
|            | Ex Castellana (vecchio percorso passante per Zelarino)                                                                                 | 1,4   | Venezia             | VE        |
|            | Ospedale dell'Angelo di Mestre | 1,8   | Venezia             | VE        |
|            | di Mestre (ex SS 14 bis di Mestre) Carpendo - Favaro Veneto                                                                            | 2,2   | Venezia             | VE        |
|            | Zelarino | 3,3   | Venezia             | VE        |
|            | Ex Castellana (vecchio percorso passante per Zelarino)                                                                                 | 3,5   | Venezia             | VE        |
|            | Cavalcavia sulla ferrovia "Linea dei Bivi" (1938 - 1993)                                                                               | 4,0   | Venezia             | VE        |
|            | Mestrina Olmo - Maerne - Rebegano - Noale                                                                                              | 4,6   | Venezia             | VE        |
|            | Trivignano | 5,4   | Venezia             | VE        |
|            | Variante della Castellana Autostrada Serenissima A4 (Passante di Mestre) Casello di Scorzè - Martellago                                | 6,9   | Martellago          | VE        |
|            | Zona industriale di Martellago | 7,2   | Martellago          | VE        |
|            | Martellago Spinea-Martellago Maerne - Spinea                                                                                           | 8,7   | Martellago          | VE        |
|            | Passaggio in galleria della Autostrada Serenissima A4 (Passante di Mestre)                                                             | 9,5   | Martellago          | VE        |
|            | Variante della Castellana | 11,0  | Martellago          | VE        |
|            | Zona industriale di Scorzè | 11,9  | Scorzè              | VE        |
|            | Salzano-Scorzè Salzano | 12,8  | Scorzè              | VE        |
|            | Noalese Treviso - Zero Branco - Santa Maria di Sala - Vigonza - Padova                                                                 | 13,5  | Scorzè              | VE        |
|            | Scorzè-Scandolara Scandolara | 13,7  | Scorzè              | VE        |
|            | Variante della Castellana | 14,6  | Scorzè              | VE        |
|            | Crosarona Noale - Sant'Ambrogio Centro Commerciale Emisfero                                                                            | 16,5  | Scorzè              | VE        |
|            | Di Sant'Ambrogio Camposampiero | 17,7  | Trebaseleghe        | PD        |
|            | Zona industriale di Trebaseleghe | 18,5  | Trebaseleghe        | PD        |
|            | Trebaseleghe Di Sant'Ambrogio Sant'Ambrogio                                                                                            | 19,0  | Trebaseleghe        | PD        |
|            | Ex Castellana (vecchio percorso passante per Piombino Dese) Attraversamento ciclovia "Treviso Ostiglia" (ex ferrovia Treviso Ostiglia) | 22,3  | Piombino Dese       | PD        |
|            | Stazione F.S. di Piombino Dese | 23,2  | Piombino Dese       | PD        |
|            | delle Centurie Massanzago | 23,87 | Piombino Dese       | PD        |
|            | Piombino Dese | 24,4  | Piombino Dese       | PD        |
|            | Zona industriale di Piombino Dese | 24,9  | Piombino Dese       | PD        |
|            | Ex Castellana (vecchio percorso passante per Piombino Dese)                                                                            | 26,0  | Piombino Dese       | PD        |
|            | del Santo Loreggia - Camposampiero - Campodarsego - Padova                                                                             | 28,0  | Resana              | TV        |
|            | Resana di Vedelago Castelminio - Vedelago - Montebelluna                                                                               | 28,7  | Resana              | TV        |
|            | Supermercato | 29,3  | Resana              | TV        |
|            | Nuova del Santo Loreggia - Camposampiero - Campodarsego - Padova                                                                       | 31,6  | Castelfranco Veneto | TV        |
|            | Stazione F.S. di Castelfranco Veneto                                                                                                   | 32,5  | Castelfranco Veneto | TV        |
|            | Cavalcavia sulla Stazione F.S. di Castelfranco Veneto                                                                                  | 32,8  | Castelfranco Veneto | TV        |
|            | Centro storico di Castelfranco Veneto                                                                                                  | 33,1  | Castelfranco Veneto | TV        |
|            | Soranza San Martino di Lupari | 34,2  | Castelfranco Veneto | TV        |
|            | Postumia Vicenza - Cittadella - Treviso - Oderzo - Portogruaro                                                                         | 35,1  | Castelfranco Veneto | TV        |
|            | Castello di Godego Chiozza Vallà | 39,2  | Castello di Godego  | TV        |
|            | Passaggio a livello ferrovia Venezia - Bassano (futuro sottopasso previsto dal progetto S.F.M.R.)                                      | 39,5  | Castello di Godego  | TV        |
|            | Cacciatora Galliera Veneta | 40,8  | Castello di Godego  | TV        |
|            | Zona industriale di Rossano Veneto | 43,0  | Rossano Veneto      | VI        |
|            | Mottinello | 45,3  | Rossano Veneto      | VI        |
|            | SP57 Ezzelina Cassola - Romano d'Ezzelino                                                                                              | 45,9  | Rossano Veneto      | VI        |
|            | Passaggio a livello ferrovia Padova - Bassano (futuro sottopasso previsto dal progetto S.F.M.R.)                                       | 47,8  | Rosà                | VI        |
|            | della Valsugana Trento - Bassano del Grappa - Cittadella - Limena - Padova                                                             | 48,8  | Rosà                | VI        |

## Gestione
In seguito al decreto legislativo n. 112 del 1998, dal 1º ottobre 2001, la gestione è passata dall'ANAS alla Regione del Veneto e dal 20 dicembre 2002 la gestione è ulteriormente passata alla società Veneto Strade.

## Le ville
Lungo la Castellana sono sorte numerose ville venete; di seguito ne è riportato l'elenco (l'ordine segue la direzione Mestre-Bassano):
Sinistra
Comune di Trebaseleghe
- villa Basadonna, Tomè, Gal - via Malcanton, 1

Comune di Piombino Dese
- villa Cornaro o Corner - via Roma, 35

Comune di Resana
- villa Barozzi, Malipiero, Da Mosto, Zizzola - via Martiri della Libertà, 50

Comune di Castelfranco Veneto
Comune di Castello di Godego
- villa Favesin, via Caprera, 2

Comune di Rossano Veneto
- villa Caffo, Navarrini, Cecchele, Rodighiero, Biasion, detta "Ca' Dotta" - via Bassano, 21

Comune di Rosà
- villa Mugna, via Garibaldi, 48

Destra
Comune di Venezia
- villa Gozzato, Gradenigo, detta "Elena" - via Castellana, 16-16/A
- villa Lin, Tagliacozzo - via Castellana, 42-44-46
- villa Biasiotto, via Castellana, 60
- villa Da Mosto - via Castellana, 208

Comune di Martellago
- villa Priuli, Grimani, Morosini, detta "Ca' della Nave" - piazza della Vittoria, 14
- villa Fapanni, Combi - via Boschi, 54-56

Comune di Scorzè
- villa Mocenigo Soranzo Conestabile della Staffa - Via Roma 1
- villa Benotti, Tombacco - via Marmolada, 3-5
- villa Dolfin, Fontana, Nascetti, De Ferrari - via Castellana, 46
- Ca' Ravagnin, Bonaldi - via Castellana, 114

Comune di Resana
- pertinenze di villa Di Broglio - via Martiri della Libertà, 31-33-35
- villa Nosadini, Di Broglio - via Martiri della Libertà, 37

Comune di Castelfranco Veneto
- villa Dolfin, Gradenigo - via Valsugana, 74
- Ca' Moro - via Valsugana, 102

Comune di Castello di Godego
- villa Moresco, Serena - via Caprera, 39-41
- villa Negri, Bolzon - via Chioggia, 42-44

Comune di Rosà
- villa Martinengo, Minotto, Cerrio-Santini e altri, detta "Ca' Minotto" - via Ca' Minotto, 65